# Mouvement contre les armes légères en Afrique de l'Ouest
Le Mouvement contre les armes légères en Afrique de l’Ouest (MALAO) est une organisation non gouvernementale (ONG) à vocation sous-régionale créée au Sénégal le  9 juillet 1999. Lors de sa création, le MALAO avait comme objectif de faire appliquer le Moratoire sur les armes légères, signé à Abuja le 31 octobre 1998 par les 13 États membres de la CEDEAO.
Le MALAO est membre du Réseau sénégalais d'action sur les armes légères (RESAAL), du Réseau africain francophone sur les armes légères (RAFAL) et du Réseau d'action international sur les armes légères (IANSA)
Le MALAO à un bureau national à Dakar et un bureau régional à Ziguinchor.

## Objectifs prioritaires du mouvement
Le MALAO a comme objectifs prioritaires :
- informer, communiquer, sensibiliser afin de conscientiser toutes les populations à tous les niveaux  (femmes, jeunes, décideurs, leaders d'opinion, autorités religieuses coutumières, militaires, médias, partenaires locaux et étrangers, etc.), sur le phénomène de la circulation et la prolifération illégale des armes légères ;
- recenser et diffuser les textes régissant les armes et munitions au Sénégal ;
- établir une cartographie des zones sensibles ;
- éduquer aux droits de l'homme, à la paix et à la non-violence pour changer les comportements des Sénégalais face aux armes légères, afin d'arriver à des solutions pacifiques de résolution des problèmes et des conflits.

## Activités

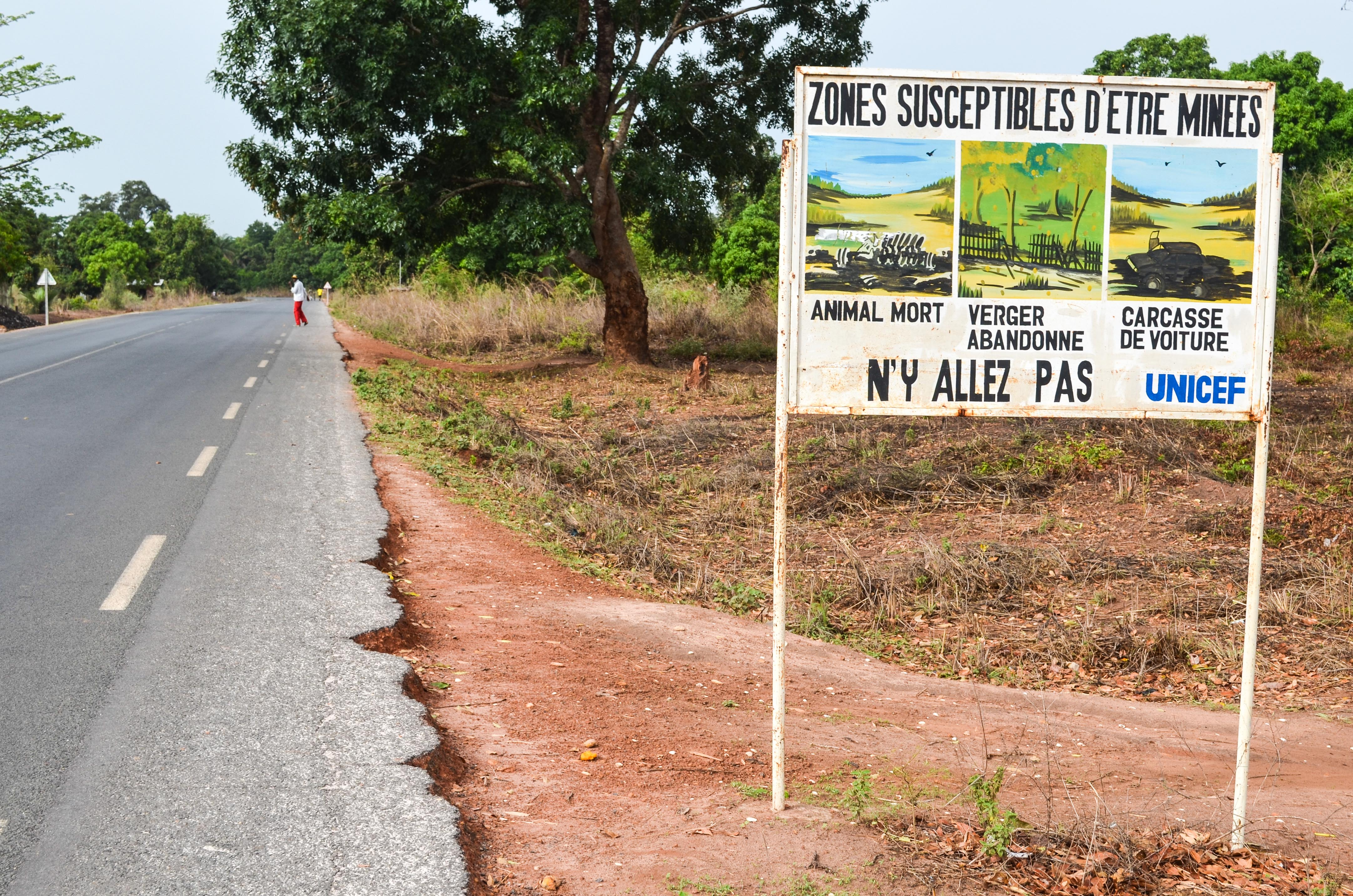
Mise en garde sur une route de Casamance

- Sensibilisation : le MALAO même des campagnes de sensibilisation sur la problématique des armes légères et sur la paix, principalement dans la région touchée par le conflit casamançais[2].
- Formation : le Mouvement met en place des formations sur les armes légères à destination des policiers et des militaires, des autorités administratives, des associations, des instituteurs et des journalistes[2].
- Plaidoyer : le MALAO participe aux activités de plaidoyer pour l'application du Traité sur le commerce des armes et de la Convention de la Communauté économique des États de l'Afrique de l'Ouest sur les armes légères[2].
- Recherche : l'organisation recueille des informations et publie des études sur les armes légères et de petit calibre au Sénégal. Elle collabore avec des instituts de recherche spécialisés tels que le Groupe de recherche et d'information sur la paix et la sécurité, le Small Arms Survey et le Réseau africain francophone sur les armes légères[2].
- Désarmement volontaire : des programmes de désarmement volontaire en échange de financement de micro-projet de développement sont également mis en place par le MALAO[3].